# Edgar Mann
Pour les articles homonymes, voir Mann.
Edgar Mann né le 24 juin 1926 à Londres (Angleterre), et mort le 21 juin 2013 à Douglas (Île de Man),  est un homme politique mannois, président du Conseil exécutif de l'île de Man de 1985 à 1986.